# قشلاق مرزآباد (ورزقان)
 مرزآباد یکی از روستاهای استان آذربایجان شرقی است که در دهستان دیزمار مرکزی بخش خاروانا شهرستان ورزقان واقع شده‌است.